# An Imperfect Murder
An Imperfect Murder (även känd under titeln The Private Life of a Modern Woman) är en amerikansk dramafilm från 2017, med regi och manus av James Toback. Filmen premiärvisades gången på Filmfestivalen i Venedig den 3 september 2017. I rollerna syns bland andra Sienna Miller, Alec Baldwin, Charles Grodin och Colleen Camp. Denna film är Charles Grodins sista insats som skådespelare, eftersom han gick bort av tumörsjukdomen myelom den 18 maj 2021.
Filmen släpptes under en begränsad biopremiär och via video on demand (VOD) i USA, den 9 oktober 2020. I Sverige har filmen visats på TV-kanalen TV8, senast den 11 maj 2024.

## Handling
Filmens handling kretsar kring den framgångsrika skådespelerskan Vera Lockman, som en dag vaknar upp ur en otäck mardröm, där hon har mördat sin våldsamme expojkvän Sal. När denna mardröm sedan visar sig vara verklighet, brottas Vera med tankar om vad hon har gjort. Och inte blir det bättre, när oväntade gäster ringer på hennes dörr.

## Rollista
| Sienna Miller        | – Vera Lockman        |
| Alec Baldwin         | – Detektiv McCutcheon |
| Charles Grodin       | – Arthur              |
| Colleen Camp         | – Elaine Lockman      |
| John Buffalo Mailer  | – Leon                |
| Oliver "Power" Grant | – Rameesh             |
| Carl Icahn           | – Sig själv           |
| James Toback         | – Franklin            |